# Julia Quinn
Julie Pottinger, född Cotler 21 januari 1970 och känd under författarnamnet Julia Quinn, är en amerikansk författare av historisk romance. Hennes romaner har översatts till 41 språk och vid 19 tillfällen hamnat på The New York Times bestsäljarlista. Hon är mest känd för sina romaner i serien Familjen Bridgerton, vilka från 2020 omarbetats som en TV-serie (Familjen Bridgerton) producerad av Shondaland för Netflix.

## Biografi

### Bakgrund
Quinn föddes 1970, som dotter till Jane och Stephen Lewis Cotler. Hon har tre systrar: Emily, Abigail och Ariana. Hon växte huvudsakligen upp i New England, efter hennes föräldras skilsmässa dock mestadels i Kalifornien.
Som barn var Quinns favoritböcker bland annat bokserierna Sweet Dreams och Tvillingarna. De inspirerade henne till att börja skriva vid 12 års ålder.
Quinn avlade examen vid Hotchkiss School och Harvard University, med fokus på konsthistoria. Under sitt andra år på universitetet bestämde hon sig för att studera till läkare. Hon antogs till Yale School of Medicine men sköt under två års tid upp sina studier för att kunna koncentrera sig på att skriva romaner.

### Karriär
Under studenttidern började Quinn författa lättsamma romaner placerade i regency-eran, tiden mellan 1811 och 1820 när Georg IV regerade i sin sjukdomsdrabbade far Georg III:s ställe. När Quinn började studierna på läkarlinjen, hade tre av hennes böcker publicerats. Två månader senare övergav hon läkarstudierna för att skriva böcker på heltid.
Quinn betraktar sig själv som feminist och ger hennes kvinnliga hjältar feministiska kvaliteter som inte nödvändigtvis stämmer överens med tidseran hennes böcker är placerade i. Hennes romaner är karaktärsdrivna och har uppmärksammats för deras humor och kvick dialog. De flesta av böckerna har tillägnats hennes make, Paul Pottinger.
2003 ägnades Quinn en författarprofil i tidskriften Time, något få romance-författare blivit föremål för. Många av Quinns romaner har synts i The New York Times bästsäljarlista, där Mr. Cavendish, I Presume i oktober 2008 nådde första plats.
Hennes bokserie om familjen Bridgerton har blivit föremål för en TV-serie producerad av Shonda Rhimes för Netflix. Fram till den 2024 har denna producerats i tre säsonger, var och en motsvarande en av de åtta böckerna i Quinns bokserie.

### Splendid-trilogin
- Splendid (1995)
- Dancing at Midnight (1995)
- Minx (1996)
- "A Tale of Two Sisters" in Where's My Hero? (2003, antologi med Lisa Kleypas och Kinley MacGregor)

### Lyndon Sisters
- Everything and the Moon (1997)
- Brighter Than the Sun (1997)

### Agents of the Crown
- To Catch an Heiress (1998)
- How To Marry a Marquis (1999)

### Bridgerton
- The Duke and I (2000)
- The Viscount Who Loved Me (2000)
- An Offer From a Gentleman (2001)
- Romancing Mister Bridgerton (2002)
- To Sir Phillip, With Love (2003)
- When He Was Wicked (2004)
- It's In His Kiss (2005)
- On the Way to the Wedding (2006)
- The Bridgertons: Happily Ever After (2013)

### Two Dukes of Wyndham
Enligt Quinn var den här tvådelars boksviten baserad på premissen "Två män säger att de är hertig av nånting. En av dem måste ha fel", inspirerat av en dikt från Dire Straits-sången "Industrial Disease". Handlingarna sker samtidigt, och de båda bokintrigerna är sammanflätade.
- The Lost Duke of Wyndham (2008)
- Mr. Cavendish, I Presume (2008)

### Bevelstoke-serien
- The Secret Diaries of Miss Miranda Cheever (2007)
- What Happens in London (2009)
- Ten Things I Love About You (2010)

### Smythe-Smith-kvartetten
- Just like Heaven (2011)
- A Night like This (2012)
- The Sum of All Kisses (2013)
- The Secrets of Sir Richard Kenworthy (2015)

### Rokesby-serien
Rokesby-serien omnämns ofta som en prequel, eftersom den följer familjerna Rokesby och Bridgerton.
- Because of Miss Bridgerton (2016)
- The Girl with the Make-Believe Husband (2017)
- The Other Miss Bridgerton (2018)
- First Comes Scandal (2020)

### Samlingar
- Bridgerton Collection Volume 1 (2020) – The Duke and I (2000) / The Viscount Who Loved Me (2000) / An Offer from a Gentleman (2001)
- Bridgerton Collection Volume 2 (2021) – Romancing Mister Bridgerton (2002) / To Sir Phillip, With Love (2003) / When He Was Wicked (2004)
- Bridgerton Collection Volume 3 (2021) – It's In His Kiss (2005) / On the Way to the Wedding (2006) / Because of Miss Bridgerton (2016)
- Bridgerton Box Set 1-4 (2022) – The Duke and I (2000) / The Viscount Who Loved Me (2000) / An Offer from a Gentleman (2001) / Romancing Mister Bridgerton (2000)
- Bridgerton Box Set 5-8 (2022) – To Sir Phillip, With Love (2003) / When He Was Wicked (2004) / It's In His Kiss (2005) / On the Way to the Wedding (2006)
- Bridgerton Prequels Collection (2023) – Because of Miss Bridgerton (2016) / The Girl with the Make-Believe Husband (2017) / The Other Miss Bridgerton (2018) / First Comes Scandal (2020)
- Bridgerton Collector’s Edition, 1 (2024) – The Duke and I (2000) / The Viscount Who Loved Me (2000)
- Bridgerton Collector’s Edition, 2 (2024) – An Offer from a Gentleman (2001) / Romancing Mister Bridgerton (2000)
- Bridgerton Collector’s Edition, 3 (2024) – To Sir Phillip, With Love (2003) / When He Was Wicked (2004)
- Bridgerton Collector’s Edition, 4 (2024) – It's In His Kiss (2005) / On the Way to the Wedding (2006)

### Lady Whistledown
Den snabbtungade skvallerkrönikören "Lady Whistledown"  från Bridgerton-serien binder samman dessa två antologier med sammanlänkade kortromaner.
- "Thirty-Six Valentines" in The Further Observations of Lady Whistledown (2003, antologi med Suzanne Enoch, Karen Hawkins och Mia Ryan)
- "The First Kiss" i Lady Whistledown Strikes Back (2004, antologi med Suzanne Enoch, Karen Hawkins och Mia Ryan)

samt
- The Wit and Wisdom of Bridgerton (2021)

### The Lady Most...
- The Lady Most Likely... (28 december 2010, en roman i tre delar med Connie Brockway och Eloisa James)
- The Lady Most Willing... (26 december 2012, en roman i tre delar med Connie Brockway och Eloisa James)

### Kortromaner
- "Gretna Greene" i Scottish Brides (1 juni 1999, en antologi med Christina Dodd, Stephanie Laurens och Karen Ranney)
- ". . . and a Sixpence in Her Shoe" i Four Weddings and a Sixpence (27 december 2016, en antologi med Elizabeth Boyle, Stefanie Sloane och Laura Lee Guhrke)

### Serieromaner
- Miss Butterworth and the Mad Baron, a Graphic Novel (illustrerad av Violet Charles) (2022)

### Bearbetningar
- Queen Charlotte (skriven 2023 i samband med produktionen av Queen Charlotte: A Bridgerton Story, med Shonda Rhimes)